# Mukandgarh
Mukandgarh là một thành phố và khu đô thị của quận Jhunjhunun thuộc bang Rajasthan, Ấn Độ.

## Nhân khẩu
Theo điều tra dân số năm 2001 của Ấn Độ, Mukandgarh có dân số 17.790 người. Phái nam chiếm 51% tổng số dân và phái nữ chiếm 49%. Mukandgarh có tỷ lệ 55% biết đọc biết viết, thấp hơn tỷ lệ trung bình toàn quốc là 59,5%: tỷ lệ cho phái nam là 68%, và tỷ lệ cho phái nữ là 43%. Tại Mukandgarh, 18% dân số nhỏ hơn 6 tuổi.